# دانازول
دانازول (به انگلیسی: Danazol)
رده درمانی: استروئید آنابولیک (آگونیست هورمونهای جنسی مردانه).
اشکال دارویی: کپسول

## موارد مصرف
دانازول برای درمان آندومتریوز (رحم زنان)، بیماری فیبروکیستیک پستان، پستان درد، ژنیکوماستی، اختلالات قاعدگی مانند منوراژی، جلوگیری بعد از نزدیکی مشکوک به حاملگی و در بدنسازی استفاده می‌گردد.

## مکانیسم اثر
دانازول با توجه به ساختار شیمیایی اش (۱۷ آلفا اتینیل تستوسترون) آگونیست قوی آندروژنها است. دانازول ترشح هورمونهای موسوم به گنادوتروپین‌های هیپوفیز ( هورمون لوتئینه کننده (LH) و هورمون محرک فولیکولی (FSH)) را مهار می‌کند لذا در اختلالات هورمونی زنان نیز مؤثر است. همچنین دارای خواص آنابولیک است.

## عوارض جانبی
چاقی (افزایش وزن)، پرمویی صورت، کوچک شدن پستان، چرب شدن پوست، گرگرفتگی، خشکی و سوزش، تغییر خلق، آکنه، کاهش پلاکت خون، افسردگی و درد عضلانی در برخی بیماران دیده می‌شود.